# Hannah med H
Hannah med H är en svensk dramafilm från 2003 i regi av Christina Olofson, med Tove Edfeldt, Joel Kinnaman, Adnan Zorlak och Bibjana Mustafaj i rollerna.

## Handling
Hannah har flyttat hemifrån och tycker om att lämna små lappar med sin poesi överallt. På ett kafé träffar hon läraren Jens. Hannah får också konstiga telefonsamtal och det verkar som om någon förföljer henne och spionerar på vad hon gör.

## Om filmen
Musiken till filmen är skriven och framförd av Karin och Olof Dreijer i The Knife. Som förlaga har man Per Nilssons roman Ett annat sätt att vara ung som kom ut 2000.

## Rollista (i urval)
- Tove Edfeldt – Hannah
- Joel Kinnaman – Andreas
- Adnan Zorlak – Edin
- Thomas Mørk – Jens
- Anneli Martini – Hannahs mor
- Robin Stegmar – Konstläraren
- Ingar Sigvardsdotter – Anna
- Bibjana Mustafaj – Milena